# John Joseph (Bischof)
John Joseph (* 15. November 1932 in Khuspur, Pakistan; † 6. Mai 1998 in Faisalabad, Punjab) war Bischof von Faisalabad.

## Leben
John Joseph studierte Philosophie und Katholische Theologie am Christ the King Seminary in Karatschi. Er empfing am 18. Januar 1960 das Sakrament der Priesterweihe für das Lyallpur. Nachdem er im Fach Katholische Theologie promoviert wurde, lehrte er am Christ the King Seminary in Karatschi.
Am 24. Oktober 1980 ernannte ihn Papst Johannes Paul II. zum Titularbischof von Segisama und bestellte ihn zum Weihbischof in Faisalabad. Der Erzbischof von Karatschi, Joseph Kardinal Cordeiro, spendete ihm am 9. Januar 1981 in der Cathedral of Saints Peter and Paul in Faisalabad die Bischofsweihe; Mitkonsekratoren waren der emeritierte Bischof von Lyallpur, Francesco Benedetto Cialeo OP, und der Bischof von Faisalabad, Paolo Vieri Andreotti OP.
Am 9. Januar 1984 ernannte ihn Johannes Paul II. zum Bischof von Faisalabad. 
Am 6. Mai 1998 beging Bischof John Joseph aus Protest gegen die zwischen 1980 und 1986 unter General Mohammed Zia-ul-Haq erlassenen Blasphemie-Gesetze vor einem Gerichtshof in Sahiwal Selbstmord.